# Edison Denisov

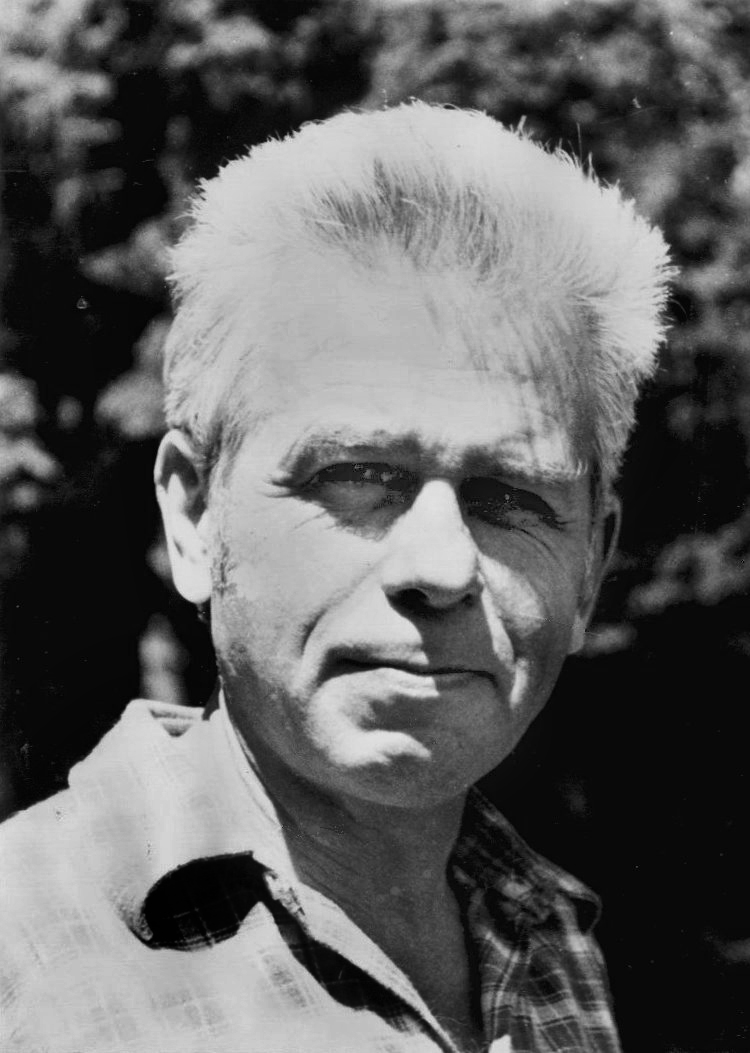
Edison Denisov in 1975

Edison Vasiljevitsj Denisov (Russisch: Эдисон Васильевич Денисов) (Tomsk (Rusland), 6 april 1929 — Parijs (Frankrijk), 24 november 1996) was een Russisch componist uit de zogeheten "Underground" – "Anti-Collectivistische", "alternatieve" of "nonconformistische" stroming in de Sovjet-muziek.
Denisov studeerde wiskunde, alvorens hij na kennismaking met Sjostakovitsj naar het conservatorium ging om compositie en piano te studeren.
Hij emigreerde naar Frankrijk, waar hij van 1994 tot zijn dood in 1996 leefde.
Veel van zijn werken hebben een wiskundige achtergrond, waarbij Denisov tracht het rubato in exacte noteringen met complexe ritmiek te noteren. Zo zit zijn werk vol van antimetrische figuren en maatwisselingen. Ook maakt hij veel gebruik van dodekafonische elementen en bevat zijn werk veel verwijzingen naar de jazzmuziek.

## Citaten
- "Beauty is a principal factor in my work. This means not only beautiful sound, which, naturally, has nothing to do with outward prettiness, but beauty here means beautiful ideas as understood by mathematicians, or by Bach and Webern. The most important element of my music is its lyricism. I find serialist procedures very promising, but in my work I strive for synthesis and use tonality, modality, aleatory and other expressive media." – Edison Denisov[1]
- "Work goes easily and freely when I have a direct contact with nature. I must be alone, only the rustle of leaves outside my window and birds flying up to me, or I must see white, pure snow colored by sunrays into miscellaneous and slowly changing hues. A splash of water in the distance, a thread of fog pulled over the lake, a symphony of colors in autumnal landscapes - nature gives me more than useless layers of fossilized academicalism". - Edison Denisov[2]

## Lijst van belangrijkste werken
- 1956-9 Soldaat Ivan (Иван-солдат) opera in drie aktes naar motieven uit russische sprookjes
- 1964 Le soleil des Incas (Солнце инков — De zon van de Incas), op tekst van Gabriela Mistral voor sopraan, fluit, hobo, hoorn, trompet, twee piano's, percussie, viool en cello
- 1964 Italiaanse liederen, op tekst van Aleksandr Blok voor sopraan, fluit, hoorn, viool en klavecimbel
- 1966 Les pleurs (Плачи — Treurgezangen), op tekst van Russische volksliedjes voor sopraan, piano en drie slagwerkers
- 1968 Ode (ter nagedachtenis aan Che Guevara) voor klarinet, piano en slagwerk
- 1968 Musique Romantique (Романтическая музыка — Romantische Muziek) voor hobo, harp en strijktrio
- 1968 Herfst (Осень) naar Velemir Khlebnikov voor dertien solo stemmen
- 1969 Strijk Trio
- 1969 Blaas Kwintet
- 1969 Silhouetten voor fluit, twee piano's en slagwerk
- 1969 Chant des Oiseaux (Пение птиц) voor prepared piano (of klavecimbel) en tape
- 1969 DSCH voor klarinet, trombone, cello en piano
- 1970 Twee Liederen naar gedichten van Ivan Boenin voor sopraan en piano
- 1970 Peinture (Живопись — Schilderij) voor orkest
- 1970 Sonate for alto saxophone and piano
- 1971 Piano Trio
- 1972 Cello Concert
- 1972 Sonate voor klarinet solo
- 1973 La vie en rouge (Жизнь в красном цвете — Het leven in rood), tekst van Boris Vian voor solo stem, fluit, klarinet, viool, cello, piano en slagwerk
- 1974 Piano Concert
- 1974 Signes en blanc (Знаки на белом — Signalen in wit) voor piano
- 1975 Fluit Concert
- 1977 Viool Concert
- 1977 Concerto Piccolo voor saxofoon en zes slagwerkers
- 1980 Requiem naar liturgische teksten en gedichten van Francisco Tanzer voor sopraan, tenor, gemengd koor en orkest
- 1981 L'écume des jours (Пена дней — Het schuim der dagen), een opera naar Boris Vian
- 1982 Tod ist ein langer Schlaf (Смерть - это долгий сон — De dood is een lange slaap) - Variaties op Haydns Canon voor cello en orkest
- 1982 Kamersymphony No. 1
- 1984 Bekentenis (Исповедь), een ballet in drie aktes naar Alfred de Musset
- 1985 Drie afbeeldingen naar Paul Klee voor altviool, hobo, hoorn, piano, vibrafoon en contrabas
- 1986 Quatre Filles (Четыре девушки — Vier meisjes), een opera in een akte naar Pablo Picasso
- 1986 Altviool Concert
- 1986 Hobo Concert
- 1987 Symfonie Nr. 1
- 1989 Klarinet Concert
- 1989 Vier Gedichten naar G. de Nerval voor stem, fluit en piano
- 1991 Gitaar Concert
- 1992 Geschiedenis van het leven en de dood van onze Lieve Heer Jezus Christus naar Mattheus, voor bas, tenor, koor en orkest
- 1993 Sonate voor klarinet en piano
- 1993 Concert voor fluit, vibrafoon, klavecimbel en strijkorkest
- 1993 Voltooiing van Debussy's opera Rodrigue et Chimène
- 1994 Kamersymfonie Nr. 2
- 1994 Sonata voor altsaxofoon en cello
- 1995 Ochtenddroom naar zeven gedichten van Rose Ausländer voor sopraan, gemengd koor en orkest
- 1995 Choruses for Medea voor koor en ensemble
- 1995 Voltooiing van Schuberts opera-oratorium Lazarus oder Die Feier der Auferstehung (Лазарь и торжество Воскрешения) D689
- 1995 Trio voor fluit, fagot en piano
- 1995 Des ténèbres à la lumière (From Dusk to Light) voor accordeon. Publ.: Paris, Leduc, 1996. Dur. 15'.
- 1996 Symfonie Nr. 2 (Mars)
- 1996 Drie Cadensen voor Mozarts Concert voor fluit en harp (April-Mei)
- 1996 Sonate voor twee fluiten (Mei)
- 1996 Concert voor fluit en klarinet met orkest (Juli)
- 1996 Femme et oiseaux (Vrouw en vogels) hommage aan Joan Miró voor piano, strijkkwartet en blaaskwartet (Juli-Augustus)
- 1996 Avant le coucher du soleil voor altfluit en vibrafoon (zijn laatste werk, voltooid 16 Augustus).

- Biblioteca Nacional de España: XX1578712
- Bibliothèque nationale de France: cb13893172p (data)
- CiNii: DA0721440X
- Gemeinsame Normdatei: 118990241
- International Standard Name Identifier: 0000 0001 1480 2010
- Library of Congress Control Number: n80149481
- Nationale Bibliotheek van Letland: 000045708
- MusicBrainz: 22120b9a-dc6b-4d7e-a89a-ddff6a6fc116
- Nationale Bibliotheek van Tsjechië: js20020225016
- Nationale Bibliotheek van Israël: 987007260210605171
- Nationale Bibliotheek van Polen: a0000001264566
- Nederlandse Thesaurus van Auteursnamen: 073442879
- Istituto Centrale per il Catalogo Unico: LO1V132980
- LIBRIS: 212127
- SNAC: w6089zz4
- Système universitaire de documentation: 031965563
- Trove: 1033287
- Virtual International Authority File: 113018146
- WorldCat: E39PBJpymdwpKCKXvY36x3yKh3